# Abimelech (Rechters)

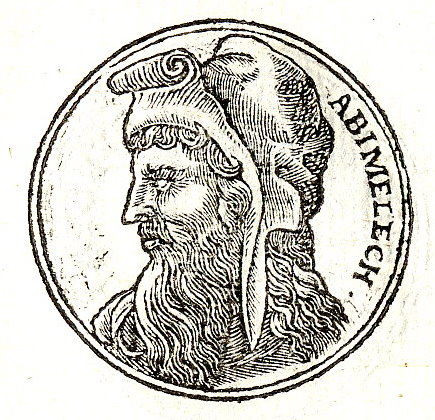
Abimelech volgens het Promptuarii Iconum Insigniorum (Guillaume Rouillé)

Abimelech (Hebreeuws: אֲבִימָלֶךְ, ’Ǎḇîmeleḵ, "mijn vader is koning") was volgens de Hebreeuwse Bijbel een van de zeventig zonen van rechter Gideon (Rechters 8:30-9:57). Zijn naam (en de betekenis ervan) en het verhaal zijn onlosmakelijk met elkaar verbonden.

## Recht op heerschappij
Abimelech ging naar de familie van zijn moeder in Sichem en overtuigde zijn ooms dat hij het recht had na zijn vader als leider op te treden. Zij gaven hem zeventig zilverstukken om een legertje avonturiers in te huren. Hiermee ging hij naar Ofra, de woonplaats van zijn 69 broers en doodde hen daar vrijwel allemaal. Alleen Jotam, zijn jongste broer, verborg zich en ontkwam.

## Abimelech wordt koning
Abimelech liet zich vervolgens tot koning uitroepen. Jotam probeerde met zijn fabel het volk in Sichem tot opstand aan te zetten en vervloekte Abimelech, waarna Jotam op de vlucht sloeg voor zijn broer. 
Abimelech regeerde drie jaar over de Israëlieten. "Toen zaaide God onenigheid tussen Abimelech en de burgers van Sichem, zodat de burgers van Sichem hun belofte van trouw aan Abimelech braken."
De mannen van Sichem organiseerden een opstand onder leiding van Gaäl. Abimelech versloeg samen met stadhouder Zebul, verwoestte Sichem en bezaaide zijn grond met zout, zodat voorlopig niemand zich hier zou vestigen. Sommige samenzweerders ontkwamen en vluchtten naar El-Berit, maar ook El-Berit werd door Sichem ingenomen en vervolgens in brand gestoken, waarbij ongeveer 1000 mensen stierven.

## De dood van Abimelech

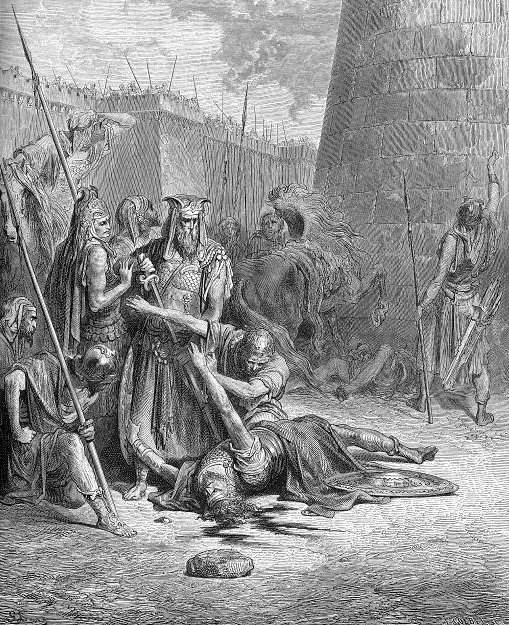
De dood van Abimelech (Gustave Doré)

Na de vernietiging van El-Berit viel Abimelech Tebes aan. De inwoners vluchtten naar een versterkte toren in de stad en klommen op het dak. Toen Abimelech vlak bij de ingang van de toren kwam, gooide een vrouw een molensteen op zijn hoofd. Om zich de schande door een vrouw gedood te zijn te besparen, vroeg Abimelech onmiddellijk aan zijn wapendrager hem te doden. Zijn bediende doorstak Abimelech waarop hij stierf.
Later zinspeelde Joab, de legerofficier van koning David, op deze gebeurtenis toen hij zijn bode instructies gaf om het verloop van de strijd aan David te verhalen (2 Samuel 11:21).